# Saint-Germain-en-Brionnais
 Saint-Germain-en-Brionnais  es una población y comuna francesa, en la región de Borgoña, departamento de Saona y Loira, en el distrito de Charolles y cantón de La Clayette.

## Demografía
| 179 | 170 | 192 | 154 | 163 | 171 |
| Para los censos de 1962 a 1999 la población legal corresponde a la población sin duplicidades (Fuente: INSEE [Consultar]) |     |     |     |     |     |